# Jerónima Spínola y de la Cerda
Jerónima María Spínola y de la Cerda (Milà, 20 de juliol de 1687-Madrid, 12 de gener de 1757), o Gerónima, va ser una aristòcrata castellana.

## Biografia
Nascuda a Milà el 1687, era filla dels IV marquesos de los Balbases, Carlos Felipe Spínola i Isabel María de la Cerda. Va casar-se a l'església de San Sebastián de Madrid el 30 de setembre de 1703 amb el seu cosí carnal Nicolás Fernández de Córdoba, que aleshores ostentava el títol de marquès de Priego i després duc de Medinaceli, per la qual cosa van haver de demanar dispeses papals i tenir fetes totes les prevencions. Després va esdevenir testamentària del duc a la seva mort el 1739.
Va morir el 12 de gener de 1757 a Madrid i enterrada al convent dels caputxines de Cubas de la Sagra.

### Descendència
Del seu matrimoni va tenir els següents fills:
- Luis Antonio (1704-1768)
- María Feliche (1705-1748)
- Teresa Francisca (1713-1757)
- Felipe Antonio (1708-1717)
- Joaquín (1715-1717)
- Nicolasa (1719-?)
- Juan de Mata (1723-1777)
- Buenaventura (1724-1777)